# Projekt Laramie
Projekt Laramie (ang. The Laramie Project) – amerykański dramat filmowy w reżyserii Moisésa Kaufmana z 2002. Fabuła filmu oparta jest na prawdziwej historii zamordowania przez rówieśników dwudziestodwuletniego studenta Matthew Sheparda na tle nienawiści do homoseksualistów. Scenariusz filmu pierwotnie był scenariuszem teatralnym napisanym przez Kaufmana dla Tectonic Theater Project w Nowym Jorku. Oba scenariusze bazują na ponad dwustu rozmowach przeprowadzonych z mieszkańcami miasta Laramie, będącego tłem tragicznych wydarzeń z 1998 roku.